# Ускоритель RFQ

Схематическое изображение электродов RFQ-ускорителя.

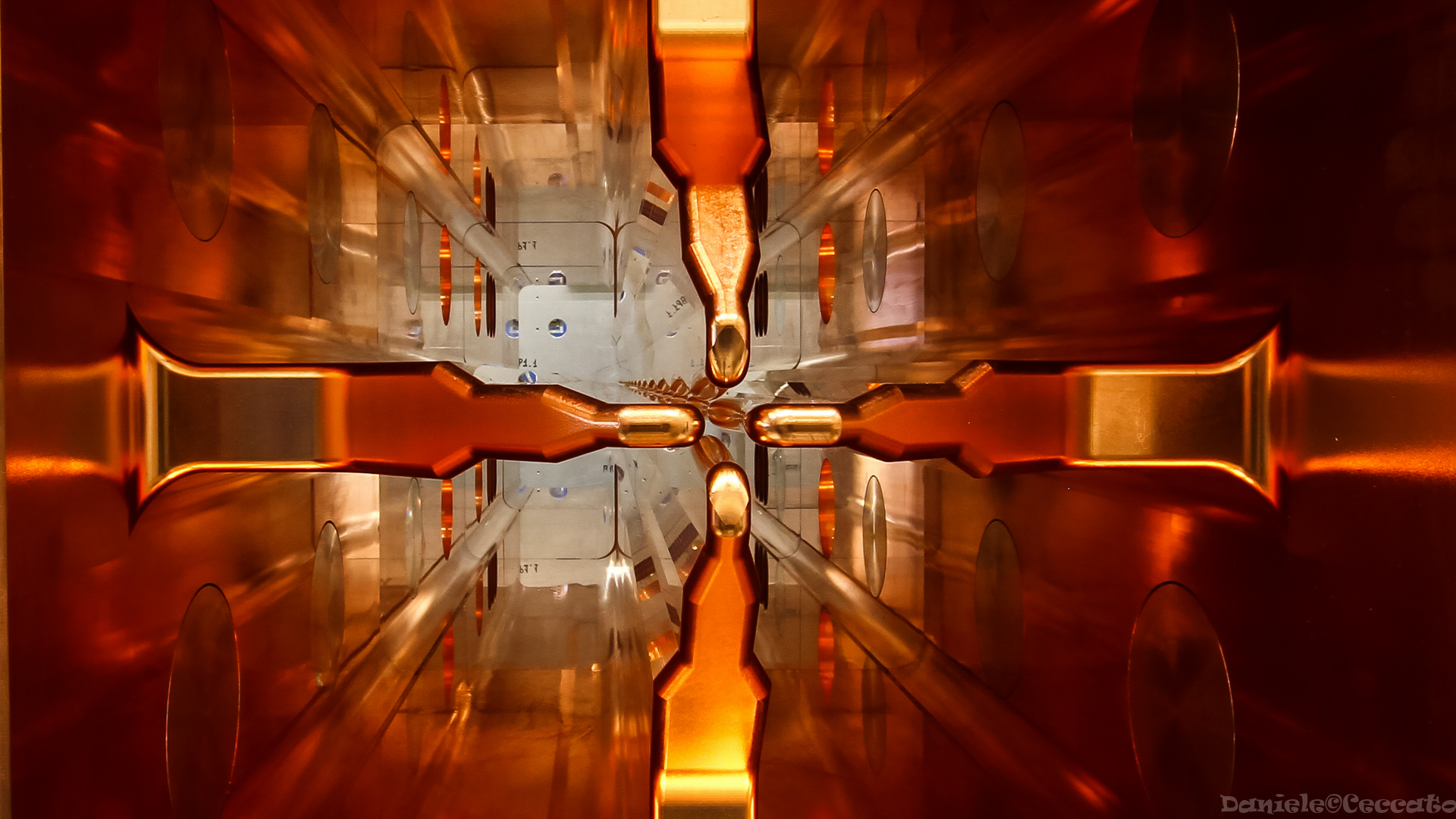
RFQ-резонатор в Национальной лаборатории Легнаро.

Ускоритель RFQ (ПОКФ — пространственно-однородная квадрупольная фокусировка; ускоряющая структура ВЧК — высокочастотный квадруполь) — тип линейного ускорителя пучков заряженных частиц, в котором поперечная устойчивость обеспечена переменным электрическим полем, совмещённым с ускоряющим продольным полем. Предложен впервые в 1969 году В.А. Тепляковым, И.М. Капчинским на Международной конференции по ускорителям в Ереване.

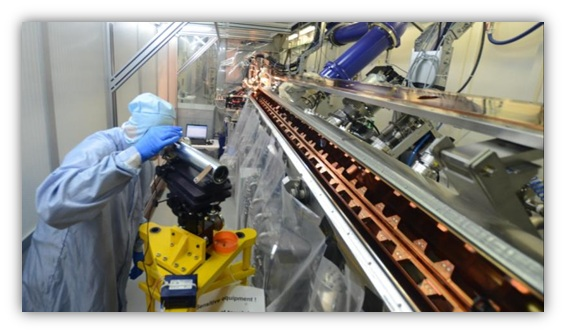
Контроль геометрии ускорителя RFQ установки SARAF, исследовательский центр Сорек, Израиль.

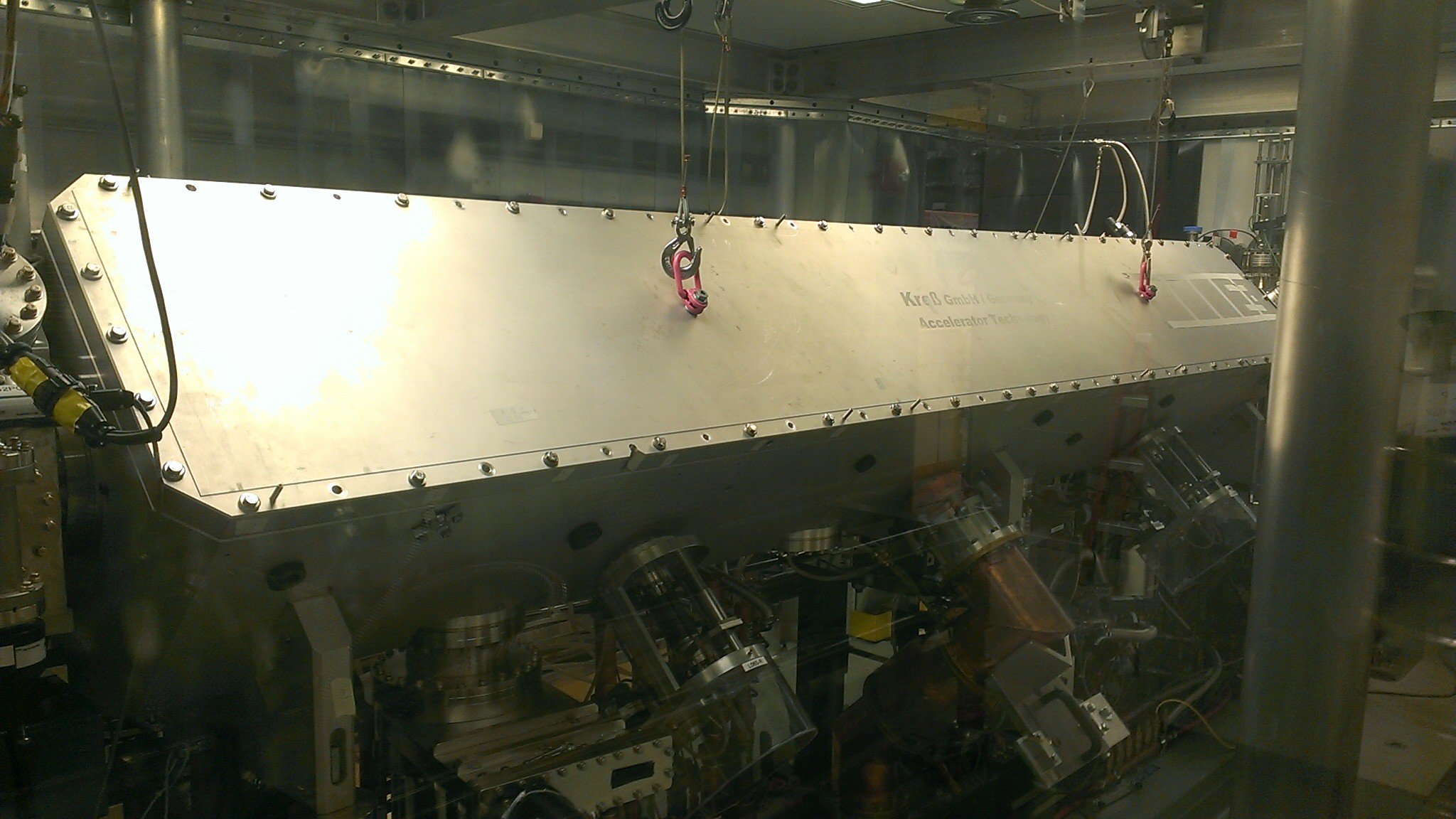
RFQ-ускоритель в национальной лаборатории NSCL, в кампусе Мичиганского университета, 2013 год.

## Физический принцип
В классическом резонансном линейном ускорителе (конструкции Изинга, Видероэ, Альвареса и Слоана-Лоуренса) частицы ускоряются продольным высокочастотным электрическим полем в зазорах между трубками дрейфа, в которых "прячутся" пока волна имеет неправильную фазу, с обратным направлением поля. Для поперечной устойчивости частиц пучка требуется отдельная система магнитных линз, устанавливаемых на участках дрейфа. Однако у тяжёлых частиц самой низкой энергии очень мала скорость, из-за чего длина дрейфовых трубок, равная произведению длины волны ВМ-поля на релятивистский фактор частиц βλ, становится слишком мала для размещения слишком сильных фокусирующих элементов.
Идея RFQ-ускорителя в том, чтобы обеспечить поперечную фокусировку электрическим же высокочастотным полем. Ускоритель представляет собой "электростатическую" квадрупольную линзу, с четырьмя электродами, полярность напряжения на которых меняется с частотой ВЧ. Таким образом обеспечивается знакопеременная фокусировка. Ускорение же обеспечивается небольшой продольной вариацией поперечного профиля, из-за чего поперечное электрическое поле TE21 моды "наклоняется", производя продольную компоненту поля.
Поскольку ускорение определяется геометрией электродов вдоль движения пучка, можно сделать плавное нарастание глубины вариации профиля, что обеспечивает группировку пучка и адиабатический захват частиц в режим ВЧ-ускорения с эффективностью, близкой к 100%, в отличие от классической конструкции линаков, где неизбежны потери около 50% частиц, попавших в неправильную фазу.
Эффективность ускорения RFQ падает с ростом скорости частиц, на практике верхний предел целесообразности применения RFQ определяется соотношением 2Q/A (МэВ/н), где Q/A — отношение заряда к массе иона. Поэтому для ускорения тяжёлых частиц до высоких энергий, как правило, применяют последовательно RFQ-ускоритель, затем классический DTL (ускоритель с трубками дрейфа).